# Luís Antônio de Oliveira
Luís Antônio de Oliveira, primeiro e único barão e visconde de Caldas (Caldas, 30 de agosto de 1831 — Luminárias, 5 de março de 1910) foi um nobre brasileiro.
Filho de Joaquim José de Oliveira e Francisca Cândida da Paixão, casou-se com sua prima Francisca Cândida Junqueira da Costa e depois com Felicidade Gomes Ribeiro da Luz - viscondessa de Caldas. 
Foi sepultado no pátio da Igreja Matriz da cidade de São Tomé das Letras - Minas Gerais.